# ISO 3166-2:CR
ISO 3166-2:CR és el subconjunt per a Costa Rica de l'estàndard ISO 3166-2, publicat per l'Organització Internacional per Estandardització (ISO) que defineix els codis de les principals subdivisions administratives.
Actualment per a Costa Rica, l'estàndard ISO 3166-2, està format per 7 províncies.
Cada codi es compon de dues parts, separades per un guió. La primera part és CR, el codi ISO 3166-1 alfa-2 per a Costa Rica. La segona part és una o dues lletres.

## Codis actuals
Els noms de les subdivisions estan llistades segons l'ISO 3166-2 publicat per la "ISO 3166 Maintenance Agency" (ISO 3166/MA).
| Codi  | Nom de la subdivisió (es) |
| ----- | ------------------------- |
| CR-A  | Alajuela                  |
| CR-C  | Cartago                   |
| CR-G  | Guanacaste                |
| CR-H  | Heredia                   |
| CR-L  | Limón                     |
| CR-P  | Puntarenas                |
| CR-SJ | San José                  |